# Sehol X4
Sehol X4 або раніше JAC Jiayue X4 — це компактний кросовер, що випускається компанією JAC Motors під брендом Sehol. Скорочена назва авто — Sol X4 та JAC Jiayue X4 до того, як була створена торгова марка Sehol. Sehol X4, по суті, є масштабною модифікацією раніше випущеного JAC Refine S4.

## Історія

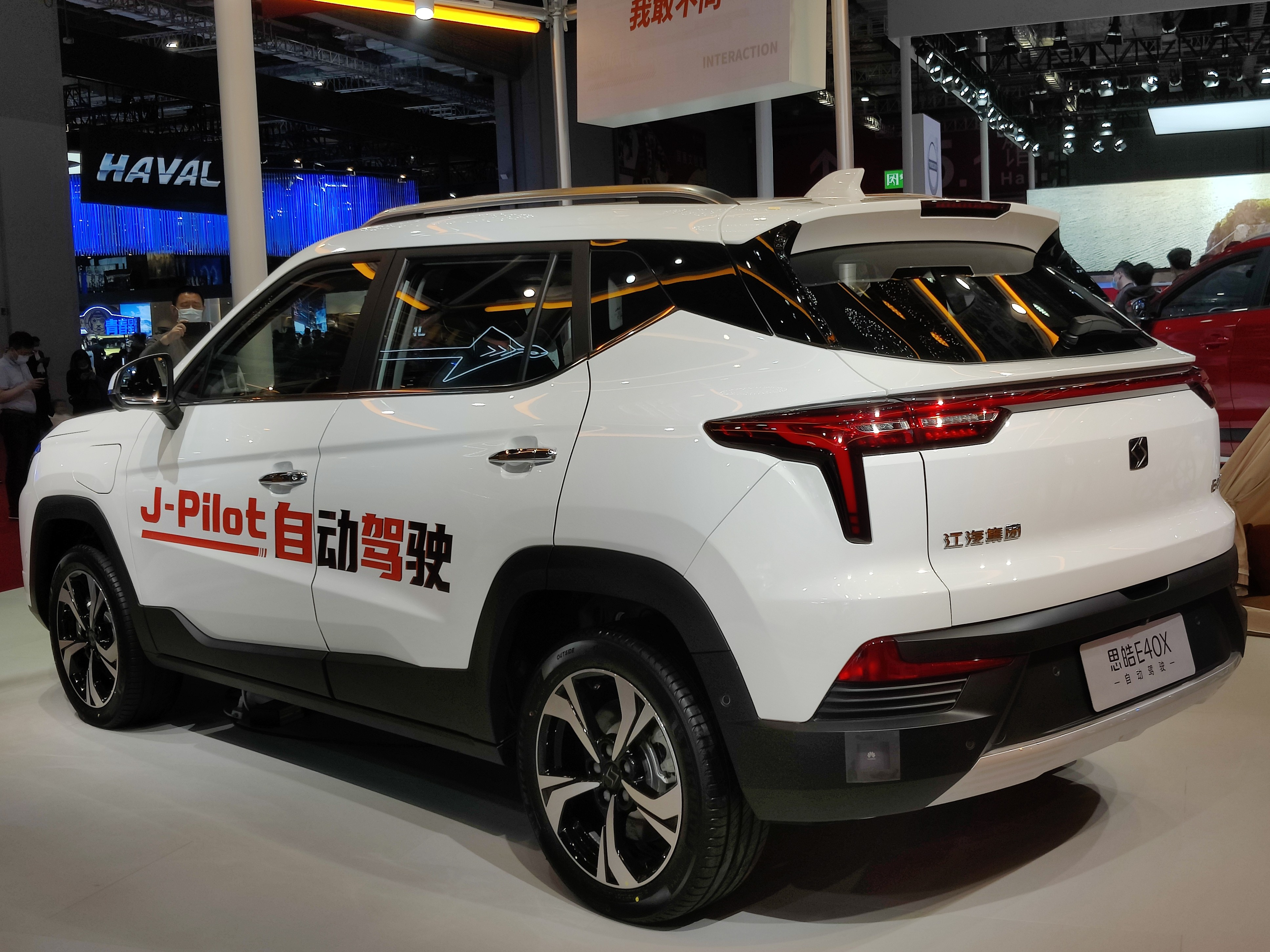
Sehol E40X (електрична версія Sehol X4), вид ззаду

X4 був випущений на ринок континентального Китаю в червні 2020 року як модернізований варіант JAC Refine S4. Однак у Бразилії в грудні 2020 року автомобіль замінив S4, який продавався там як T60. X4 продається там як JAC T60 Plus. Акумуляторний Sol E40X від марки Sol був представлений на автосалоні Ченду в липні 2020 року. Пізніше марка Sol була перейменована на Sehol. Він продається в Китаї з січня 2021 року.

## Силовий агрегат
X4 оснащений 1,5-літровим бензиновим двигуном, аналогічний двигуну S4. Автомобіль пропонується лише з переднім приводом. X4 має 6-ступінчасту механічну коробку передач у стандартній комплектації, безступінчаста трансмісія доступна за додаткову плату.

## Sehol E40X (електричний варіант)
E40X має акумулятор з енергоємністю 55 кВтгод або 66 кВтгод. Відповідно до NEDC, діапазон ходу становить 420 км або 502 км.

## Москвич 3
Крупновузлова збірка в РФ розпочалася 23 листопада 2022 року. Москвич 3 — це лише перейменований Sehol X4 виробництва китайської JAC, також відомий як JAC JS4.